# Rhythmische Erziehung

Rhythmische Erziehung (auch Rhythmische Gymnastik oder Motorisch-musikalische Elementarlehre) wurde von Émile Jaques-Dalcroze begründet und von Gertrud Grunow, Carl Orff sowie Alexander Sutherland Neill weitergeführt.

## Die Methode Jaques-Dalcroze
Jede Bewegung benötigt Raum, Zeit und, als elementarstes Mittel zur Ausführung, den eigenen Körper (Kraft). Diese Elemente (Raum, Zeit und Kraft) sind die Gesichtspunkte, unter denen Bewegung zu betrachten ist. Weiterhin sind es exakt diese Kriterien, die eine bloße Bewegung zu einer künstlerischen Leistung erhebt. Im „Raum“ wird der Sinn für die „plastische Bewegung“ entwickelt, durch die Regelung der Zeit erhebt sich der Sinn für den „musikalischen Rhythmus“. Musik war für Jaques-Dalcroze deshalb unentbehrlich, weil sie einerseits eine wirklich genaue Einteilung der Zeit ermöglichen und andererseits unmittelbar in das menschliche Nervenzentrum eindringen kann, um Befehle ebenfalls unmittelbar durch und für den eigenen, sich bewegenden, Körper auszuführen. Praktische Beispiele dazu finden sich im Marsch der Soldaten, bei Bewegungen von Turnen, Ruderern oder beim Verrichten von verschiedenen Arbeiten (im Takt). Bewegungskunst im Raum ist also nur möglich bei der Fähigkeit, eine Bewegungsgliederung in der Zeit in sich aufzunehmen. Durch das Hinzukommen der Kraft, die ja dynamisch ist, entwickelt sich die „musikalische Dynamik“. Zwischen allen Entwicklungen musikalischer und körperlicher Formengestaltung existieren Parallelbeziehungen.
Die rhythmische Gymnastik erzieht zwei Bereiche maßgeblich: erstens das Muskel- und Nervensystem, so dass es zur Ausführung jeder rhythmischen Bewegung fähig ist und zweitens das Ohr, so dass es zur Aufnahmefähigkeit für Musik geschult wird. Diese beiden Stufen stellen die Eroberung der Elemente dar. Das Ziel der rhythmischen Gymnastik besteht darin, diese Elemente so einsetzen zu können, dass eine plastische Realisation von Musik und ein musikalischer Ausdruck (künstlerischer Ausdruck) einer körperlichen Bewegung geschieht. Die letztere Eigenschaft, aus musikalischen Elementen ein zeitliches Bewegungsgebilde gestalten zu können, führt zur Kenntnis und Umsetzung, musikalisch zu improvisieren.
Die methodischen Grundlagen der Rhythmischen Erziehung halten Aufsätze von 1898 bis 1919 fest:

„Um vollmusikalisch zu sein, muss ein Kind zugleich eine Vielheit von Kräften und Eigenschaften besitzen. Diese sind einerseits: Gehör, Stimme und Tonbewusstsein, und andererseits: der gesamte Körper (resonierendes Knochengerüste, Muskeln, Nerven) und das Bewusstsein des körperlichen Rhythmus.“

Der dem Tänzer Alexander Sacharoff gewidmete Aufsatz Die Wiedergeburt des Tanzes (1912) gehört mit zu den Grundlagen des Expressionistischen Bühnentanzes: „Der Tanz ist die Kunst, Gefühle mit Hilfe rhythmischer Körperbewegungen auszudrücken.“
Diese Weiterentwicklung führt zur bewegten Plastik (1919), der Einbindung von Ausdrucksbewegungen in den Raum mit nachhaltiger Wirkung auf Architektur und bildnerische Plastik (Georg Kolbe).

## Bildungsanstalt Hellerau
Institutionalisiert wurde die Rhythmische Erziehung April 1911 durch die Gründung der dann von Heinrich Tessenow gebauten Bildungsanstalt Jaques-Dalcroze in Hellerau bei Dresden (Eröffnung Oktober 1912):
Die Bildungsanstalt Jaques-Dalcroze hat den Zweck, musikalische Menschen zu erziehen. Den musikalischen Unterricht will sie nach der Seite der Charakterbildung vertiefen.
Gründungsdirektor war Wolf Dohrn im Zusammenwirken mit Emile Jaques-Dalcroze. Zweigstellen gab es in Dresden (1911), Berlin (1911), Frankfurt (1912), Sankt Petersburg (1912) und Moskau (1912).
Um den Missbrauch der Methode zu vermeiden, wurden die Lehrkräfte diplomiert als Lehrer der Rhythmischen Gymnastik nach Jaques-Dalcroze (§ 14 der Schulordnung).
Die Prüfung bestand aus: 
- Einer Lehrstunde Rhythmische Gymnastik an Kindern ohne musikalische Vorbildung
- Einer Lehrstunde Rhythmische Gymnastik an Fortgeschrittenen
- Hör- und Leseübungen (Solfège)
- Rhythmische und plastische Verkörperung der Musik.

Die Schule meldete 1915 Konkurs an. Die Ziele setzte der „Verein für rhythmisch musikalische Erziehung Hellerau“ fort.

## Neue Schule Hellerau
Nach fehlgeschlagenen Beteiligungs-Verhandlungen seit 1921 übernahmen Alexander Sutherland Neill, seine spätere Ehefrau Lilian Neustätter sowie die Leiterin der Rhythmikabteilung, Christine Baer-Frissell (und andere) 1922 das in Finanzschwierigkeiten befindliche (eng an Paul Geheebs Odenwaldschule orientierte) Landerziehungsheim „Neue Schule Hellerau“. Neill leitete die Ausländerabteilung und das Schulheim (und nennt beides – auch im Schulprospekt – stets die „Internationale Schule“). 
In diesem Konzept wurde der musikalische Unterricht nach der Seite der Charakterbildung vertieft.

## Heutige Anwendung
Eine Ausbildung zum Rhythmiklehrer oder zum Rhythmiker ist an Musikhochschulen, Konservatorien und Universitäten möglich und wird mit einem Bachelor abgeschlossen. Das Studium setzt eine bestandene Aufnahmeprüfung im Hauptfach, im Instrument und in den Fächern Gehörbildung und Satzlehre/Musiktheorie voraus. Vielerorts werden darüber hinaus Masterstudiengänge mit künstlerischem oder pädagogischen Schwerpunkt aus dem Gesamtfeld Musik und Bewegung angeboten. Das Arbeitsfeld bietet sehr umfangreiche Möglichkeiten. Rhythmiker bzw. Musik- und Bewegungspädagogen arbeiten an Musikschulen mit Kindern ab einem Jahr, in Kindergärten und Schulen, in der Erwachsenenbildung, an Erzieherschulen, als Choreographen, in den Bereichen Theater, Tanz, Musiktheater und Performance oder in der Gerontologie sowie mit Menschen mit Behinderungen. Eine Festeinstellung an einer Institution ist selten, durch das zumeist selbstständige Arbeiten ist jedoch ein vielfältiges und persönlich abgestimmtes Berufsleben möglich.
Die Abteilung für Musik- und Bewegungspädagogik/Rhythmik am Institut für Musik- und Bewegungspädagogik/Rhythmik sowie Musikphysiologie an der Universität für Musik und darstellende Kunst Wien ist die weltweit größte Ausbildungsstätte für Rhythmisch-musikalische Erziehung (Rhythmik) und feierte 2009 ihr 50-jähriges Jubiläum.